# Ландрюкен (тунель)
50°24′23″ пн. ш. 9°39′03″ сх. д. / 50.4063° пн. ш. 9.65083° сх. д.
Ландрюкенський тунель (нім. Landrücken Tunnel) — залізничний тунель на швидкісній залізничній лінії Ганновер-Вюрцбург. Завдовжки 10 779 м це найдовший тунель Німеччини.

## Географія
Тунель знаходиться на сході Гессена між станціями Фульда та Вюрцбург. Між північним порталом у Кальбах (50° 24′ 22″N, 9° 39′3″E) та південним порталом у Моттгерса (50° 18′35″N, 9° 39′47″E) він перетинає хребет Ландрюкен, що є вододілом річок Фульда і Майн.

## Опис тунелю
Двоколійний тунель Ландрюкен був побудований новоавстрійським методом прокладання тунелів, що прямує від північного порталу «Баулос-Північ», та двох бокових порталів («Баулос-Середній» та «Баулос-Південь»). Крім того, було встановлено три шахти для вентиляції під час проходження тунелю.
Тунель відкрився в 1988 році із загальним перерізом тунелю від 100 до 110 м² та максимальним похилом 1,25 %. Він перевершив тунель Кайзера-Вільгельма біля Кохема як найдовший залізничний тунель Німеччини.
Поза північним порталом тунелю на висоті 380 метрів знаходиться найвища точка швидкісної залізничної лінії Ганновер-Вюрцбург.

## Технічні дані
- довжина: 10,779 м
- рік відкриття: 1988
- колій: дві
- відстань між коліями колії: 4,70 м (15,4 футів)
- площа перетину тунелю: 100-110 м²
- найкрутіший градієнт: 1,25%
- обмеження швидкості: 250 км/год
- обладнання: електрифікація, сигналізація LZB, радіо "Zugfunk", GSM-R, BOS-Funk, C-Netz (1992 — 2000 рр.), GSM900 / 1800 (T-mobile, Vodafone та Eplus з середини 2006 р.), FM радіо , система вимірювання напрямку вітру, два аварійних виходи)